# Воденникова (Шадринский район)
Воденникова — упразднённая деревня в Шадринском районе Курганской области. Входила в состав Тюленевского сельсовета. Исключена из учётных данных в 2007 году.

## География
Располагалась на правом берегу реки Ичкина, в 0,2 км к югу от центра сельского поселения села Тюленево, на противоположном берегу реки.

## История
До 1917 года в составе Воденниковской волости Шадринского уезда Пермской губернии. По данным на 1926 год состояла из 63 хозяйств. В административном отношении входила в состав Тюленевского сельсовета Ольховского района Шадринского округа Уральской области.

## Население
По данным переписи 1926 года в деревне проживало 296 человек (135 мужчин и 161 женщина), в том числе: русские составляли 100 % населения.
Согласно результатам Всероссийской переписи населения 2002 года в деревни отсутствовало постоянное население.